# هانریک مئستا
هانریک مئستا (نروژی: Henrik Mestad؛ زادهٔ ۲۲ ژوئن ۱۹۶۴) بازیگر اهل نروژ است.
از فیلم‌ها یا برنامه‌های تلویزیونی که وی در آن نقش داشته‌است، می‌توان به اشغال‌شده، یک مرد تا حدی مهربان، لیلیهامر، پسرها و شیر زن اشاره کرد.